# Chiesa di San Giacomo Apostolo (Rio nell'Elba)
La chiesa di San Giacomo Apostolo o chiesa dei Santi Giacomo Apostolo e Quirico è un edificio sacro che si trova a Rio nell'Elba.

## Storia e descrizione
Eretta durante il dominio pisano sull'isola e successivamente fortificata con solidi bastioni, denuncia nell'impianto a tre navate la sua origine medievale, seppure oggi appaia modificata da restauri e rimaneggiamenti settecenteschi.
Nel 1361 la Chiesa di San Giacomo Apostolo viene più volte ricordata dalle Possessiones Hospitalis Sancti Iacopi de Rio Ylbe (Archivio di Stato di Pisa, Spedali riuniti di Santa Chiara di Pisa, n. 2043) per quanto riguarda i possedimenti del suo stesso Spedale nei territori di Cruce e Grassera, assieme all'inventario degli oggetti sacri e paramenti in essa contenuti. Lo Spedale di San Giacomo di Rio dipendeva, durante il XIV secolo, dall'Ospedale Santa Chiara di Pisa.
La struttura esterna manifesta un'impronta rinascimentale, mentre l'interno è caratterizzato dalla presenza di altari in stile barocco.
Tra le opere conservate all'interno, la tela seicentesca di scuola toscana raffigurante le Nozze mistiche di santa Caterina, proveniente dal non distante eremo di Santa Caterina d'Alessandria, lapidi marmoree di illustri personaggi piombinesi e una ricca dotazione di argenterie sacre.